# Österreichischer Bauherrenpreis 2012
Mit dem Österreichischen Bauherrenpreis der Zentralvereinigung der Architekten Österreichs wurden im Jahr 2012 die folgenden Projekte ausgezeichnet:
| Realisierung                                               | Bauherr | Planer                                     |
| ---------------------------------------------------------- | --- | ------------------------------------------ |
| Volksschule & Sportklub in Bad Blumau                      | Gemeinde Bad Blumau mit Bürgermeister Franz Handler, Volksschuldirektorin Erna Erhart, SV USC Bad Blumau mit Obmann Rainer Baronigg                 | Architekturbüro Feyferlik/Fritzer          |
| Unipark Nonntal KGW Fakultät der Universität Salzburg      | BIG Bundesimmobiliengesellschaft mit Wolfgang Gleissner und Hans-Peter Weiss                                                                        | Storch Ehlers Partner GbR Architekten BDA  |
| Rathaus Kufstein und Stadtplatz in Kufstein                | Kufsteiner Immobilien GmbH. & Co. KG, Stadtgemeinde Kufstein, BM Martin Krumschnabel, Karl Helbok Stadtamtsdirektor, Peter Borchert Geschäftsführer | Architekten ARGE Köberl, Giner+Wucherer    |
| BTV-Filiale am Mitterweg in Innsbruck                      | BTV Vierländerbank, Innsbruck, Konsul Peter Gaugg Vorstandssprecher, Matthias Moncher Vorstand, Dietmar Strigl Vorstand                             | Rainer Köberl                              |
| Lokalbahnhof in Lamprechtshausen                           | SLB Salzburger Lokalbahnen, Salzburg AG, Gunter Mackinger Direktor Salzburger Lokalbahnen, Leonhard Schitter Vorstand                               | udo heinrich architekten                   |
| Fronius Forschungs- und Entwicklungszentrum Oberösterreich | Fronius International GmbH, Thalheim, Heinz Hackl, Josef Feichtinger, Manfred Stadler                                                               | schneider+schuhmacher Planungsgesellschaft |